# Manfrigoli
I manfrigoli, mofrigoli, monfettini, granetti, grattini o mondellini sono un tipo di pasta fatta a mano, tradizionalmente senza uova, in forma di cubetti irregolari molto minuti.

## Preparazione
Si impasta farina con acqua (uova dalla fine del Novecento) e si forma un panetto che viene tagliato a fettine, messe poi ad asciugare. Queste vengono frammentate triturandole col coltello o la lunetta. Altrimenti il panetto viene passato su una grattugia da formaggio (prendono allora il nome di grattini). . Oppure, secondo un procedimento più antico, sono ottenuti soffregando le fettine di pasta tra le mani, da cui il termine (dal latino manus e frico). 
Vengono tradizionalmente cotti in brodo di fagioli o di pesce, anche se dalla fine del Novecento alcuni li preparano anche in brodo di carne. 
In Romagna e nel pesarese erano un alimento povero, di pasta senza uova, e venivano spesso cotti in brodo matto, cioè fatto con un battuto di lardo e odori, senza carne; erano anche il piatto canonico della cena funebre, al ritorno dalle esequie. Sebbene siano piuttosto in disuso oggi, una delle preparazioni rimaste popolari a Cervia, Cesenatico e Rimini è costituita dai monfettini in brodo di seppia.

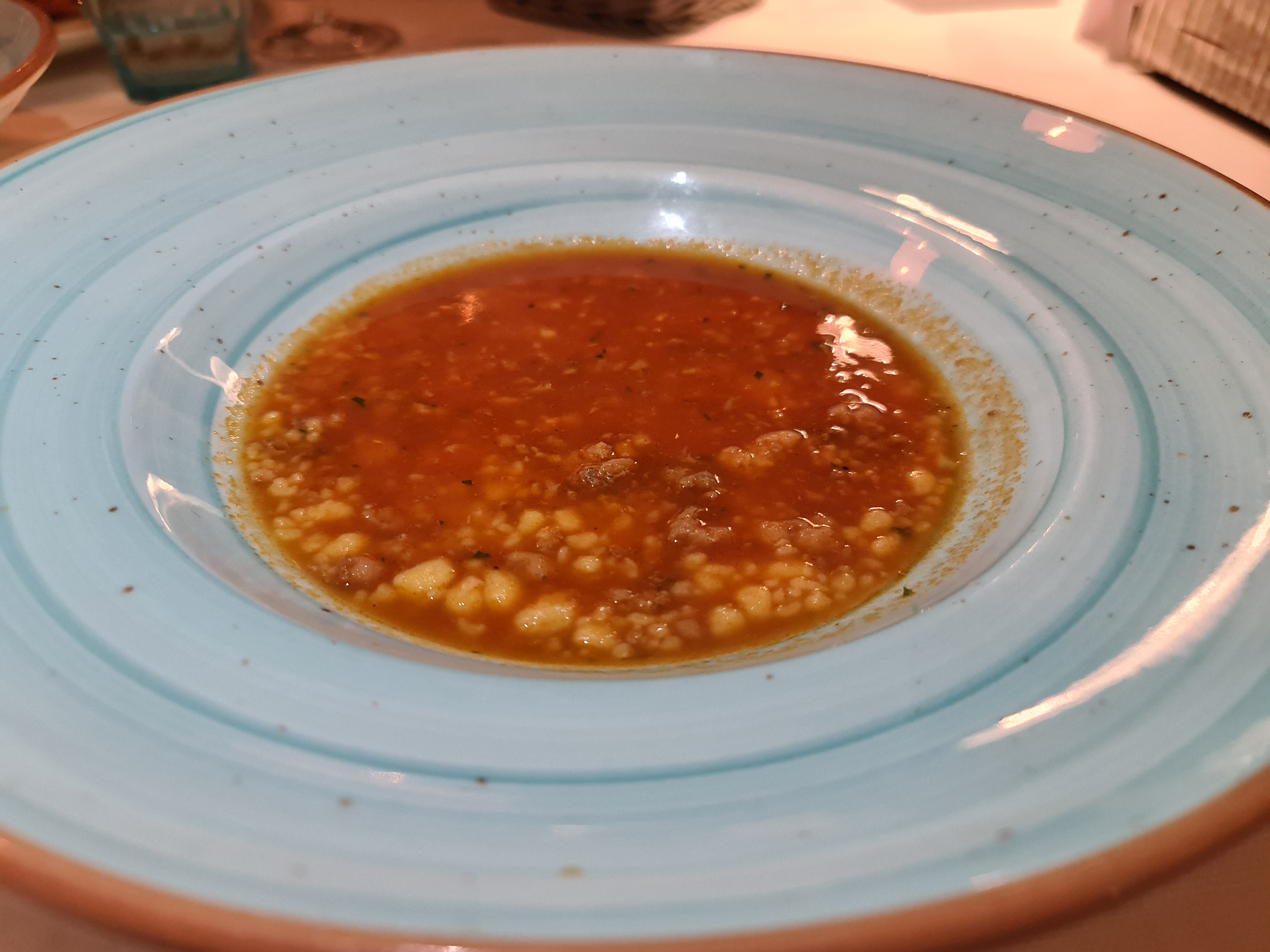
Monfettini in brodo di seppia

A Imola è diffusa una variante che prende il nome di mondellini o mondelli pesti (mundlé/mundlén in dialetto). Questi sono preparati sfregando l'impasto con le mani, e assumono così forma ovaleggiante.

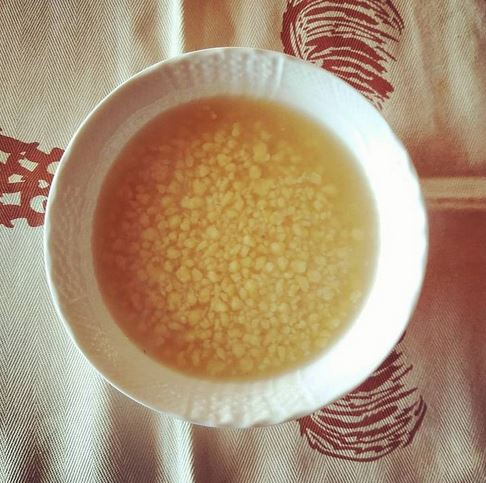
Piatto di mondellini - Imola

A Bagnacavallo e Lugo, in provincia di Ravenna, sono chiamati monfettini o manfettini, nell'area di Cesena mofrigoli, nel pesarese sono conosciuti di più come sfregoli (in dialetto maranfìghle).
Non vanno confusi con le manfrigole, sorta di crespelle tipiche della Valtellina, mentre in Umbria, e in particolare a Narni, con la parola "manfricoli" si intende un tipo di pasta simile alle tagliatelle spesse, fatti con farina di grano duro senza uovo.

## Prodotti gastronomici simili
La pasta trita mantovana è una pasta casalinga molto simile, tritata sulla grattugia. 
In Sardegna è tradizionale la fregula, palline minute e irregolari di semola di grano duro ottenute soffregandole con le mani.
In Ungheria esistono tre tipi di pasta molto simili ai manfrigoli romagnoli: házi reszelt tészta,  tarhonya e  morzsóka (nella loro versione dolce). 
Nella cucina arbëreshë esiste un tipo di pasta chiamato dromësat: grumi di farina da cuocere direttamente nel sugo di pomodoro. Oggi si prepara ancora sulle montagne dei Balcani e resiste in alcune comunità Italo-albanesi come Lungro e Civita.